# 500
Năm 500 là một năm nhuận bắt đầu bằng ngày thứ 7 trong lịch Julius.

## Sinh
- Erzhu Shilong
- Procopius, sử gia (khoảng ngày)
- Theodebert tôi, vua của Austrasia (có thể là 495)
- Theodora, hoàng hậu của Byzantium
- Tribonian, luật gia trong Đế quốc La Mã (khoảng ngày)
- Bhavaviveka, học giả Ấn Độ
- Xie He, nghệ nhân Trung Quốc